# Mo Money Mo Problems
Mo Money Mo Problems is een nummer van de Amerikaanse rappers The Notorious B.I.G., Puff Daddy en Ma$e uit 1997. Het is de tweede single van The Notorious B.I.G.'s tweede en laatste studioalbum Life After Death. Het nummer bevat een sample van Diana Ross' nummer I'm Coming Out uit 1980, en het refrein werd ingezongen door Kelly Price.
Het nummer, dat vier maanden na The Notorious B.I.G.'s overlijden werd uitgebracht, werd wereldwijd een grote hit. In de Amerikaanse Billboard Hot 100 werd het een nummer 1-hit. In de Nederlandse Top 40 haalde het nummer de 2e positie. Opvallend is dat het nummer van de eerste plaats wordt gehouden door een nummer van cabaretier Freek de Jonge genaamd Leven na de Dood, waarvan de titel de Nederlandse vertaling is van het album waar "Mo Money Mo Problems" opstaat (Life After Death). In de Vlaamse Ultratop 50 haalde het nummer de 13e positie.